# Proceratophrys palustris
Proceratophrys palustris är en groddjursart som beskrevs av Ariovaldo Antonio Giaretta och Sazima 1993. Proceratophrys palustris ingår i släktet Proceratophrys och familjen Cycloramphidae. IUCN kategoriserar arten globalt som otillräckligt studerad. Inga underarter finns listade i Catalogue of Life.